# Sabine Stamer

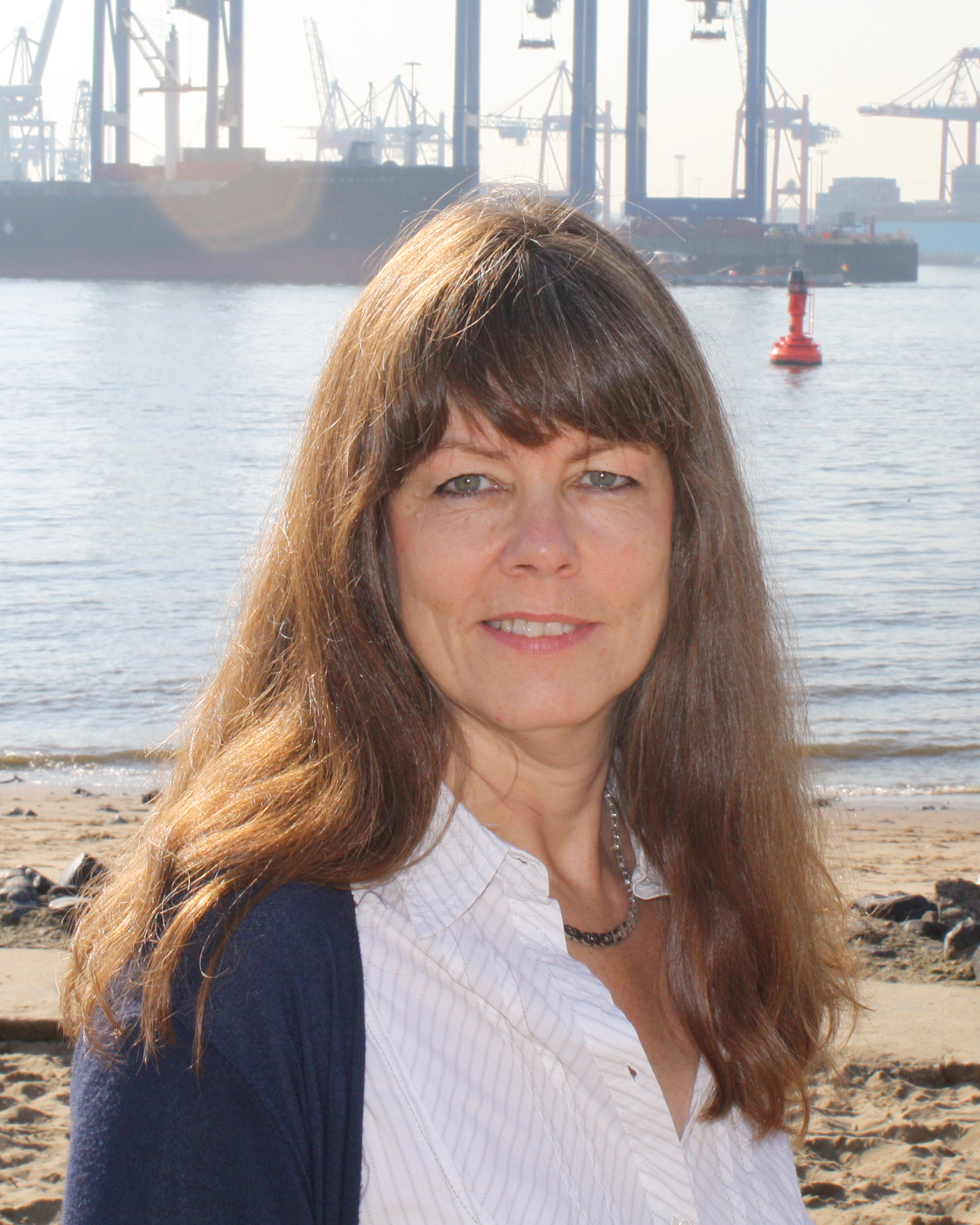
Sabine Stamer (2010)

Sabine Stamer (* 1956 in Helmstedt) ist eine deutsche Journalistin und Autorin.

## Leben
Sabine Stamer begann ihre Laufbahn als freie Zeitungsjournalistin. Später arbeitete sie unter anderem als Redakteurin für den WDR.
Ihr wurde 1986 der Internationale Journalistenpreis der Stadt Rom verliehen. 1995 erhielt sie den Civis – Europas Medienpreis für Integration.
Bekannt wurde Sabine Stamer durch eine Biografie über Daniel Cohn-Bendit, über die unter anderen die taz und die Süddeutsche Zeitung berichteten, sowie durch die Biografie Inge Meysels, die sie noch persönlich kennenlernte.
Seit 2016 ist sie Mitglied des Vorstandes von Pro Quote Medien.
Sabine Stamer war mit Tom Buhrow verheiratet, mit dem sie zwei Töchter hat. Mit ihm schrieb sie unter anderem das Buch Mein Amerika – Dein Amerika, ein „Doppelporträt des amerikanischen Alltags“, wie es Die Zeit nannte. Das Paar trennte sich im April 2016.

## Werke
- Hrsg.: Von der Machbarkeit des Unmöglichen. Politische Gespräche über grüne Praxis, Junius Verlag 1990, ISBN 3-88506-140-6
- mit Ursel Sieber: Rabenmütter. Von Frauen, die ihr Kind weggeben, Fischer-Taschenbuch-Verlag 1996, ISBN 3-596-12415-8.
- Washington D.C., MairDumont, 2000, ISBN 3-8297-0085-7.
- Daniel Cohn-Bendit – Die Biografie, Europa-Verlag, 2001, ISBN 3-203-82075-7.
- Inge Meysel, Europa-Verlag, 2003, ISBN 3-203-83015-9.
- Las Vegas, MairDumont, 2005, ISBN 3-8297-0337-6.
- mit Tom Buhrow: Mein Amerika – Dein Amerika, Rowohlt 2006, ISBN 3-498-00649-5.
- mit Bettina Grosse de Cosnac und Dagmar Krämer-Anderson: Drei-Länder-Chat, Rowohlt 2009, ISBN 978-3-499-62488-9.
- mit Tom Buhrow: Mein Deutschland – Dein Deutschland, Rowohlt, Reinbek 2010, ISBN 978-3-498-00657-0.
- mit Tom Buhrow: Gebrauchsanweisung für Washington, Piper, München/Zürich 2012, ISBN 978-3-492-27613-9.

## Auszeichnungen
- Internationaler Journalistenpreis der Stadt Rom 1986
- Civis Medienpreis für Integration 1995